# 2-Carboxyethylgermaniumsesquioxid
2-Carboxyethylgermaniumsesquioxid ist eine chemische Verbindung aus der Gruppe der Organogermaniumverbindungen.

## Geschichte
1967 wurde 2-Carboxyethylgermaniumsesquioxid als erste wasserlösliche Organogermaniumverbindung von Hiroshi Oikawa und Norihiro Kakimoto synthetisiert. Andere Quellen geben als erste Synthese im gleichen Jahr die Arbeiten von Wladimir Fjodorowitsch Mironow an.

## Gewinnung und Darstellung
2-Carboxyethylgermaniumsesquioxid kann aus Trichlorgermaniumethylencyanid gewonnen werden. Dieses wird durch Einwirkung von Acrylnitril auf die Trichlorgerman gewonnen und durch Hydrolyse in Gegenwart einer Mineralsäure in Trichlorgermaniumpropionsäure umgewandelt. Durch Einwirkung von Thionylchlorid wird diese letztere Verbindung in Trichlorgermaniumpropionylchlorid umgewandelt, welche wiederum durch Hydrolyse mit Wasser in 2-Carboxyethylgermaniumsesquioxid umgewandelt.
{\displaystyle {\ce {GeHCl3 + CH2-CHCN -> Cl3GeCH2CHCN}}}
{\displaystyle {\ce {Cl3GeCH2CHCN -> O3(GeCH2CH2COOH)2}}}
Für die Verwendung als Chemotherapeutikum oder als Nahrungsergänzungsmittel ist es erforderlich, dass 2-Carboxyethylgermaniumsesquioxid rein und frei von unerwünschten und potenziell tödlichen Verunreinigungen wie Germaniumdioxid und metallischem Germanium ist. Dies kann durch Syntheseverfahren die direkt von Trichlorgermaniumpropionsäure (TPA) ausgehen realisiert werden. Bei dieser Methode wird Germaniumtetrachlorid in Gegenwart von Acrylsäure unter Umgebungsbedingungen zu einem Gemisch aus polymerem Material und TPA umgesetzt. Dieses Gemisch wird dann mit konzentrierter Salzsäure depolymerisiert, um ein rohes TPA-Reaktionsprodukt zu bilden, das dann in eine reine TPA-Form umkristallisiert wird. Das reine TPA wird dann hydrolysiert und mit Schwefelsäure zu Carboxyethylgermaniumsesquioxyd umgesetzt. Bei einer alternativen Methode wird der Schritt der Umkristallisierung ausgelassen. Stattdessen wird das Gemisch, nachdem es mit konzentrierter Salzsäure depolymerisiert wurde, um ein rohes TPA-Reaktionsprodukt als weißen amorphen Feststoff zu bilden, direkt hydrolysiert und angesäuert, um 2-Carboxyethylgermaniumsesquioxid zu bilden.

## Eigenschaften
2-Carboxyethylgermaniumsesquioxid ist ein weißer geruchloser Feststoff, der wenig löslich in Wasser. ist. Er besitzt eine monokline Kristallstruktur mit der Raumgruppe C2/c (Raumgruppen-Nr. 15). Ein verblüffender Aspekt der Kristallstruktur der Verbindung ist, dass die zyklische Struktur der unendlichen Grundeinheiten der Schichten den Kronenethern ähnelt, was auf eine neuartige Komplexierung von Metallionen und Aminosäuren hindeutet. Dieses einzigartige Merkmal der Struktur könnte durchaus mit der berichteten biologischen Aktivität zusammenhängen.
Festes, trockenes 2-Carboxyethylgermaniumsesquioxid gehört zu einer Klasse von Materialien, die als Netzwerkoxid-Polymere bekannt sind und durch Primär-, Sekundär- und Tertiärstrukturen gekennzeichnet sind. Jedes Germaniumzentrum in der Verbindung teilt sich drei Sauerstoffatome mit anderen Germaniumzentren, daher der Name Sesquioxid. Die Primärstruktur ist die monomere Untereinheit mit dem Carboxyethylgermanium, das an die drei gemeinsamen Sauerstoffatome gebunden ist, was üblicherweise durch die dimere Formel (GeCH2CH2COOH)2O3 dargestellt wird, die es in Wirklichkeit nicht gibt. Eine Sekundärstruktur zeigt, wie die monomeren Einheiten miteinander verbunden sind. Es wurden 8- und 12-gliedrige Germanium-Sauerstoff-Ringe beschrieben. Modelle mit 6-gliedrigen Ringen deuten darauf hin, dass diese Anordnung ebenfalls wahrscheinlich ist. Eine dreidimensionale Adamantan-Käfigstruktur mit geringem Molekulargewicht, für die die Formel [(GeCH2CH2COOH)2O3]n, n=2 gilt, könnte durchaus existieren. Ansonsten sind „unendliche“ Blätter mit variablem Molekulargewicht die Regel. Die Tertiärstruktur bezieht sich darauf, wie die Sekundärstrukturen in ein Kristallgitter passen. Unterschiedliche Sekundärstrukturen führen im Allgemeinen zu unterschiedlichen Kristallgittertypen, die als Polymorphe bezeichnet werden und jeweils eine charakteristische Kristallform, Dichte, Packungsordnung, Schmelzpunkt oder Übergangstemperatur sowie ein charakteristisches Röntgenbeugungsmuster aufweisen. Das jeweilige Polymorph, das erzeugt wird, sowie das durchschnittliche Molekulargewicht und die Verteilung sind abhängig von der Prozesschemie und den Prozessbedingungen.

## Verwendung
2-Carboxyethylgermaniumsesquioxid wird als bifunktioneller Metallligand mit Metall-C-Bindungen (Ge-C) zur Herstellung von metallorganometallischen Gerüsten (MOMFs) verwendet.

## Sicherheitshinweise
2-Carboxyethylgermaniumsesquioxid wird in einigen Ländern als Nahrungsergänzungsmittel angeboten. Nach Angabe des Bundesinstituts für gesundheitlichen Verbraucherschutz und Veterinärmedizin kann die dort empfohlene Tagesdosis von 50 mg Germanium zu schweren Gesundheitsschäden führen. In diesem Dosierungsbereich hat es sogar Todesfälle gegeben. Das BgVV warnt deshalb ausdrücklich vor der Einnahme von Germanium-132-Kapseln. Germanium ist in der Natur in sehr geringen Konzentrationen weit verbreitet. Über Pflanzen und tierische Produkte nimmt der Mensch täglich rund 1,5 mg auf. Germanium gehört nicht zu den lebenswichtigen Spurenelementen. Mangelerscheinungen, die auf eine Unterversorgung mit Germanium zurückzuführen wären, sind nicht bekannt.

## Nachweis
2-Carboxyethylgermaniumsesquioxid kann durch Gaschromatographie mit mikrowelleninduzierter Plasma-Atomemissionsdetektion nach Derivatisierung mit Alkylchlorameisensäureestern nachgewiesen werden.